# Cheick Diallo
Cheick Diallo (ur. 13 września 1996 w Kayes) – malijski koszykarz występujący na pozycjach silnego skrzydłowego oraz środkowego.
W 2015 wystąpił w meczu wschodzących gwiazd - Nike Hoop Summit oraz McDonald’s All-American.
22 lipca 2019 został zawodnikiem Phoenix Suns. 23 grudnia 2021 zawarł 10-dniowy kontrakt z Detroit Pistons. 3 stycznia 2022 powrócił do Motor City Cruise. 27 września 2023 dołączył do Miami Heat. 21 października 2023 opuścił klub.

## Osiągnięcia
Stan na 6 listopada 2023, na podstawie, o ile nie zaznaczono inaczej.
NCAA
- Uczestnik rozgrywek Elite Eight turnieju NCAA (2016)
- Mistrz:
  - turnieju konferencji Big 12 (2016)
  - sezonu regularnego konferencji Big 12 (2016)